# RustDesk
RustDesk est un logiciel d'accès à distance, permettant la maintenance des ordinateurs, téléphones portables et tablettes.

## Description
RustDesk est disponible pour différents systèmes d'exploitation. RustDesk est un logiciel libre gratuit. Il fonctionne simplement et rapidement après installation. Il faut accorder des autorisations supplémentaires en fonction du système d'exploitation. Il est possible de monter son propre serveur RustDesk afin de fonctionner en circuit totalement privé ou d'utiliser les serveurs relais par défaut.
RustDesk utilise Sciter UI par défaut pour les versions pour ordinateur. Il a été complété par Flutter.

## Fonctionnalités notables
- Accès à distance pour plusieurs systèmes d'exploitation (Windows, Linux, macOS, iOS, Android et par le Web)[4].
- Chiffrement de bout en bout[4].
- Auto-hébergement (informatique) possible pour la partie serveur d'établissement des communications [3].
- Copier-coller.
- Transfert de fichier.
- Espace de discussion en ligne (chat).
- Tunnel TCP.